# Turbomeca
Turbomeca é uma empresa francesa de fabrico de motores para helicópteros.
A empresa também produz turbinas a gás para motores de avião e mísseis, bem como turbinas para outras aplicações, nomeadamente industriais e marítimas.
As suas instalações principais situam-se em Bordes nos (Pirenéus Atlânticos) desde 1942.
A Turbomeca foi comprada pela SNECMA Group em Setembro de 2001.

## História
A Turbomeca foi fundada em 1938 por Joseph Szydlowski, um judeu polaco que emigrara para França.
Desde 1950, que a Turbomeca produz o pequeno Turbomeca Palas, um motor turbojacto, que debita 1.6 kN. O Palas foi também produzido pela Blackburn and General Aircraft em Inglaterra e pela Continental Motors nos Estados Unidos. EM 1957, iniciou a produção do Bastan turboélice para o Aérospatiale N 262.
Em 1968 foi estabelecida uma parceria com a Rolls-Royce para o desenvolvimento do motor a jacto Adour para o avião anglo-francês SEPECAT Jaguar. Esta parceria prosseguiu com o desenvolvimento do RTM322, que equipa o Westland WAH-64, e algumas versões do AgustaWestland EH101 e NHI NH90.
Em 2001 a Turbomeca e a Rolls-Royce ganharam um contrato no valor de bilião de dólares para equipar 399 helicópteros NH90 alemães, franceses e neerlandeses com o seu motor RTM322.

## Motores
A maioria dos motores da Turbomeca tem nome retirados das montanhas dos Pirenéus.
Turbo-Hélice:
- Arriel
- Arrius. Josef
- Artouste
- Astazou
- Makila
- Marboré
- Turbomeca TM 333
- Turmo

Projectos em parceria:
- Ardiden/Shakti - com a HAL
- MTR390 - com a MTU e a Rolls-Royce
- RTM322 - com a Rolls-Royce

Turbojato:
- Adour